# Kabinett Rõivas II

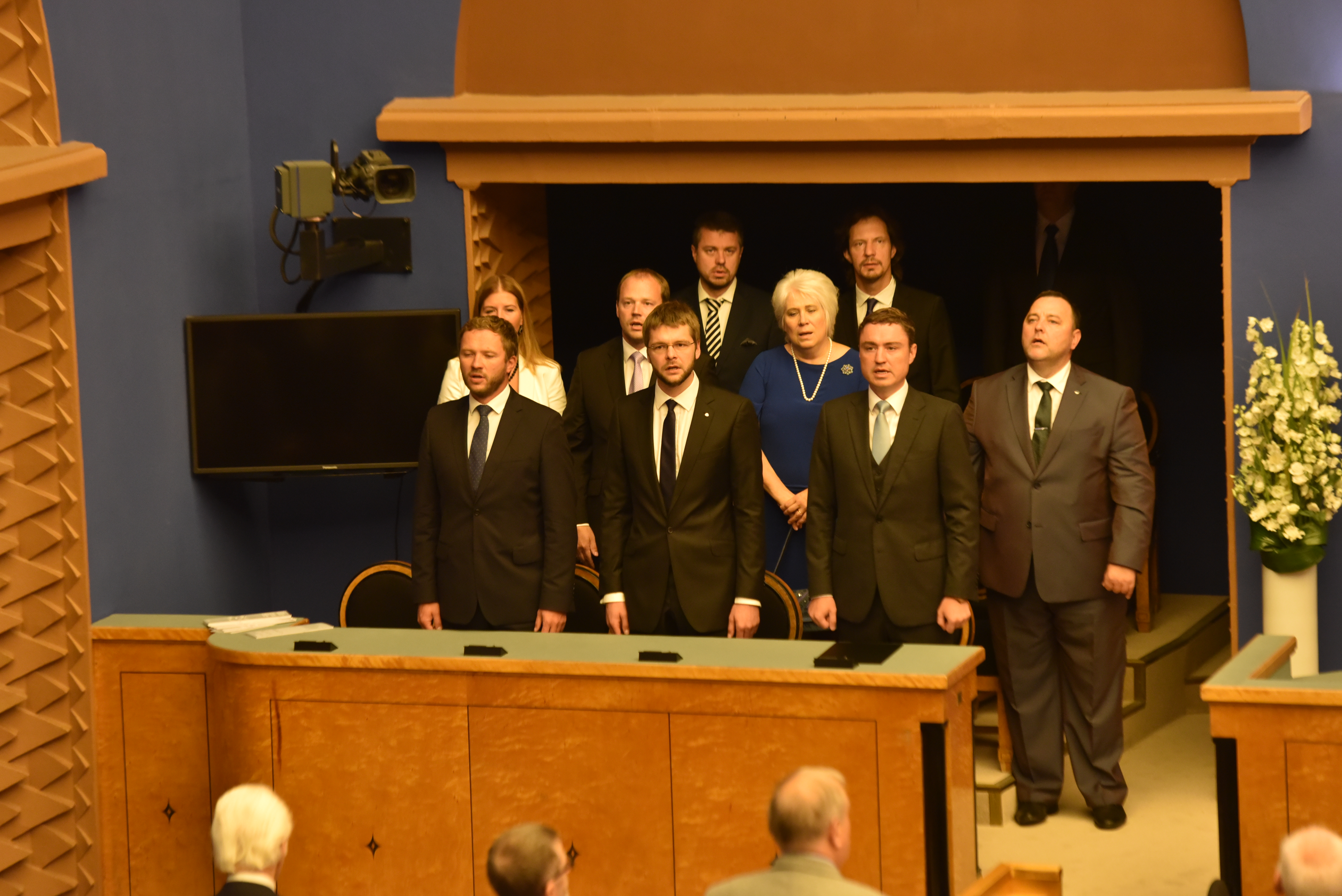
Das Kabinett Rõivas II bei einem Festakt am 20. August 2016

Die zweite Regierung der Republik Estland unter Ministerpräsident Taavi Rõivas („Kabinett Rõivas II“) amtierte vom 9. April 2015 bis zum 23. November 2016. Sie war nach amtlicher Zählung die 48. Regierung der Republik Estland seit Ausrufung der staatlichen Unabhängigkeit 1918.

## Regierungsbildung
Bei der Parlamentswahl am 1. März 2015 musste die bisherige Regierungskoalition aus der liberalen Reformpartei und den Sozialdemokraten (SDE) leichte Stimmenverluste hinnehmen und verlor ihre knappe absolute Mehrheit. Die Reformpartei unter ihrem Vorsitzenden, Ministerpräsident Taavi Rõivas, kam auf 27,7 % (−0,9 Prozentpunkte), die Sozialdemokraten unter Sven Mikser auf 15,2 % (−1,9 Prozentpunkte). Beide waren daher zur Mehrheitsbildung auf einen dritten Koalitionspartner angewiesen.
Nach Abschluss der Koalitionsverhandlungen trat am 9. April 2015 die neue Regierung aus Reformpartei, Sozialdemokraten und der konservativen IRL ihr Amt an. Sie repräsentierte ein breites politisches Spektrum.

## Zusammensetzung
Die Reformpartei stellte im Parlament (Riigikogu) 30 Abgeordnete, die Sozialdemokraten 15 Abgeordnete und die IRL 14. Die Regierung verfügte damit über eine stabile absolute Mehrheit von 59 der 101 Mandate im Parlament.
Der Regierung gehörten sieben Mitglieder der Reformpartei sowie je vier Mitglieder der beiden kleineren Koalitionspartner an. Das Kabinett bestand seit der Umbildung im September 2016 aus dreizehn Männern und zwei Frauen.

## Kabinettsmitglieder
| Ressort                                   | Name                   | Amtszeit                               | Partei       |
| ----------------------------------------- | ---------------------- | -------------------------------------- | ------------ |
| Ministerpräsident                         | Taavi Rõivas           | 9. April 2015 – 23. November 2016      | Reformpartei |
| Bildungs- und Wissenschaftsminister       | Jürgen Ligi            | 9. April 2015 – 13. September 2016     | Reformpartei |
| Bildungs- und Wissenschaftsministerin     | Maris Lauri            | 13. September 2016 – 23. November 2016 | Reformpartei |
| Außenministerin                           | Keit Pentus-Rosimannus | 9. April 2015 – 15. Juli 2015          | Reformpartei |
| Außenministerin                           | Marina Kaljurand       | 16. Juli 2015 – 12. September 2016     | parteilos    |
| Außenminister                             | Jürgen Ligi            | 12. September 2016 – 23. November 2016 | Reformpartei |
| Innenminister                             | Hanno Pevkur           | 9. April 2015 – 23. November 2016      | Reformpartei |
| Minister für Wirtschaft und Infrastruktur | Kristen Michal         | 9. April 2015 – 23. November 2016      | Reformpartei |
| Minister für ländliche Entwicklung        | Urmas Kruuse           | 9. April 2015 – 23. November 2016      | Reformpartei |
| Minister für öffentliche Verwaltung       | Arto Aas               | 9. April 2015 – 23. November 2016      | Reformpartei |
| Umweltminister                            | Marko Pomerants        | 9. April 2015 – 23. November 2016      | IRL          |
| Finanzminister                            | Sven Sester            | 9. April 2015 – 23. November 2016      | IRL          |
| Sozialminister                            | Margus Tsahkna         | 9. April 2015 – 23. November 2016      | IRL          |
| Justizminister                            | Urmas Reinsalu         | 9. April 2015 – 23. November 2016      | IRL          |
| Verteidigungsminister                     | Sven Mikser            | 9. April 2015 – 14. September 2015     | SDE          |
| Verteidigungsminister                     | Hannes Hanso           | 14. September 2015 – 23. November 2016 | SDE          |
| Ministerin für Unternehmertum             | Urve Palo              | 9. April 2015 – 30. August 2015        | SDE          |
| Ministerin für Unternehmertum             | Liisa Oviir            | 14. September 2015 – 23. November 2016 | SDE          |
| Kulturminister                            | Indrek Saar            | 9. April 2015 – 23. November 2016      | SDE          |
| Gesundheits- und Arbeitsminister          | Rannar Vassiljev       | 9. April 2015 – 14. September 2015     | SDE          |
| Gesundheits- und Arbeitsminister          | Jevgeni Ossinovski     | 14. September 2015 – 23. November 2016 | SDE          |

## Ende der Regierung
Am 9. November 2016 brach die Regierung nach einem erfolgreichen Misstrauensvotum gegen Ministerpräsident Rõivas auseinander. Es war im Parlament von Rõivas' bisherigen beiden Koalitionspartnern sowie den drei Oppositionsfraktionen eingebracht worden.
Am 23. November 2016 trat die neue Koalitionsregierung unter Ministerpräsident Jüri Ratas (Estnische Zentrumspartei) ihr Amt an. Die Reformpartei gehört der neuen Regierung nicht mehr an.